# 게이트 플라워즈
게이트 플라워즈(Gate Flowers)는 대한민국의 록 밴드이다.

## 활동
- 2005년 결성, 한 번 해체했다가 2008년 베이스 유재인을 영입하여 활동을 재개했다.
- 2009년 10월 EBS 스페이스 공감 헬로루키에서 이달의 헬로루키로 선정되었다.
- 2010년 10월 EP 《Gateflowers》를 발매하였다.
- 2011년 한국대중음악상에서 EP에 수록되었던 <예비역>이라는 곡으로 '최우수 록 노래'에 뽑혔고 '올해의 신인' 상을 수상하며 2관왕을 차지했다.
- 같은 해, KBS 2TV에서 방영된 TOP밴드에 출연, 4강까지 오르며 인지도를 높이는 데 성공했다. 방송 후, TOP밴드 코치였던 신대철의 소속사인 에코브리드와 계약하며 2012년 5월 정규 앨범 《Times》를 발매했다.
- 2012년 9월 MBC 나는 가수다 II 새 가수 초대전에 참가하였고 〈목포의 눈물〉(원곡 이난영)로 상위권을 차지하였다.
- 기타리스트 염승식은 조이엄이라는 이름으로 솔로 활동 중이다.

## 구성원
- 박근홍 (1977년생) - 보컬 (2005년 ~ 2006년, 2008년 ~ 현재)
- 염승식 (1981년 2월 4일생) - 기타 (2005년 ~ 2006년, 2008년 ~ 현재)
- 유재인 (1981년생) - 베이스 (2008년 ~ 현재)
- YD (1980년생) - 드럼 (2005년 ~ 2006년, 2008년 ~ 현재)

## 음반 목록

### 싱글
- 물어 (2012년 5월 4일)

### EP
- Gateflowers (2010년 10월 19일)
- 늙은 뱀 (2014년 5월 15일)

### 정규 음반
- Times (2012년 5월 29일)

### 참여 음반
- 《서바이벌 TOP밴드 Part 1 24강》 '흐린 가을 하늘에 편지를 써' (2011년 8월 3일)
- 《서바이벌 TOP밴드 예선전 Part 2》 '꽃잎 (live Ver.)' (2011년 8월 5일)
- 《서바이벌 TOP밴드 Part 3 16강 가군-1》 'My Way' (2011년 8월 27일)
- 《서바이벌 TOP밴드 Part 7 8강 가군 - 전설을 노래하라》 'Paint It Black' (2011년 9월 24일)
- 《서바이벌 TOP밴드 Part 9 4강》 '불편한 진실' (2011년 10월 8일)
- 《Go! Liverpool Air Studios Tracks》 'Ghost', '서울 발라드(돌아가지 않도록)', '예비역' (2013년 9월 5일)

## 경력
- 2009년 EBS 스페이스 공감 10월의 헬로루키 선정
- 2011년 제8회 한국대중음악상 '올해의 신인상'
- 2011년 제8회 한국대중음악상 '록부문 최우수 노래상'
- KBS 2TV TOP밴드 4강